# Idiops camelus
Espèce
Synonymes
- Pseudidiops camelus Mello-Leitão, 1937
- Idiops montealegrensis Soares, 1944

Idiops camelus est une espèce d'araignées mygalomorphes de la famille des Idiopidae.

## Distribution
Cette espèce est endémique du Brésil. Elle se rencontre dans les États de São Paulo, de Rio de Janeiro, du Minas Gerais et de Santa Catarina

## Description
Le mâle décrit par Fonseca-Ferreira, Guadanucci, Yamamoto et Brescovit en 2021 mesure 12,8 mm et la femelle 18,4 mm.

## Systématique et taxinomie
Cette espèce a été décrite sous le protonyme Pseudidiops camelus par Mello-Leitão en 1937. Elle est placée dans le genre Idiops par Raven en 1985.
Idiops montealegrensis a été placée en synonymie par Fukami et Lucas en 2005.

## Publication originale
- Mello-Leitão, 1937 : « Aranhas novas ou raras. » Anais da Academia Brasileira de Ciências, vol. 9, p. 1-12.